# Schüler Union Deutschlands
Die Schüler Union Deutschlands (kurz: SU, früher: Schüler-Union) ist eine bundesweite christdemokratische und konservative Schülerorganisation in Deutschland. Sie ist als Arbeitsgemeinschaft der Jungen Union, der gemeinsamen Jugendorganisation von
CDU und CSU, organisiert.

## Inhaltliches Profil

### Allgemeinpolitische Standpunkte
Die Organisation beschreibt sich nach eigenen Angaben als „christlich-soziale, liberale und konservative Interessenvertretung aller Schülerinnen und Schüler in Deutschland“. Das Hauptengagement soll dabei auf der Vertretung der Meinungen der Schüler-Generation im politischen Alltag liegen.
Die Organisation bekennt sich nach eigenen Angaben zur Demokratie und möchte im Sinne eines christlichen Menschenbildes handeln, das von der „Verantwortung für andere, Nächstenliebe und Gemeinschaft als Sinnbild für Miteinander statt Gegeneinander“ geprägt ist.

### Bildungspolitik
Die bildungspolitischen Standpunkte wurden zuletzt am 10. April 2021 im Grundsatzprogramm der Schüler Union Deutschlands auf der 50. Bundesschülertagung in Frankfurt am Main beschlossen.
Gender-Mainstreaming in Schulen lehnt die Schüler Union Deutschlands ab und fordert ein Gender-Verbot in deutschen Schulen.

### Coronapolitik
Während der Covid-19-Pandemie sprach sich die Schüler Union Deutschlands sowie einzelne Landesverbände für schnellstmögliche Schulöffnungen sowie gegen die Aussetzung der Abschlussprüfungen während der Pandemie aus. Darüber hinaus forderte die SU, Lehrer zu Mehrarbeit zu verpflichten und kritisierte die fehlende Leistungsbereitschaft einzelner Lehrkräfte trotz Verbeamtung und Fortzahlung der Gehälter. Die Forderung nach zusätzlichen Geldern für die schulpsychologische Arbeit und Schwerpunktsetzung auf psychische Gesundheit von Schülern, um die Folgen der Schulschließungen und Lockdowns abzufedern, wurde im Bundestagswahlprogramm der CDU für die Bundestagswahl 2021 verankert.

## Geschichte
Die Schüler-Union ging am 2. Juli 1972 auf Bundesebene aus dem Verband Kritischer Schüler hervor und ist damit die älteste der parteinahen Schülerorganisationen. Ihre Gründung ist im direkten Zusammenhang mit der Studentenbewegung der späten 1960er Jahre zu sehen, die schließlich auch die Schulen erreichte: Die SU trat offen in Opposition zu den „68ern“ in Schülerschaft und Lehrerkollegium. 1973 hatte die SU in 11 Landesverbänden 20.000 Mitglieder, 2008 nach eigenen Angaben ungefähr 10.000 Mitglieder.
In den 1980er und 1990er Jahren setzte sich die Schüler Union vor allem für eine stärkere Leistungsorientierung im Bildungssystem ein und forderte Reformen zur Verbesserung der Schulqualität. So unterstützte die SU Initiativen zur Einführung von Zentralabiturprüfungen und sprach sich gegen die Gesamtschule als Regelschule aus, da sie eine Differenzierung im Schulsystem für notwendig hielt.
Im Jahr 2003 absolvierte der damalige Vorsitzende der Schüler Union NRW, Lars Lubisch, ein Praktikum bei der wegen rechtsextremer Tendenzen vom Verfassungsschutz beobachteten Wochenzeitung Junge Freiheit, das er nach eigenen Angaben bereits nach zwei Tagen wieder abbrach. Ebenfalls 2003 sorgte ein Initiativantrag der Schüler Union NRW auf der Bundesschülertagung für Aufmerksamkeit. Darin wurde die Beobachtung der Jungen Freiheit durch die Verfassungsschutzbehörden kritisiert. Der Antrag wurde jedoch nach Intervention des damaligen JU-Bundesvorsitzenden Philipp Mißfelder mehrheitlich abgelehnt. Lubisch erklärte später öffentlich, er habe sich in der Folge aus allen Ämtern der Schüler Union zurückgezogen. Allerdings wurde er noch im Jahr 2004 als Vorsitzender der Schüler Union NRW geführt und kandidierte im selben Jahr sogar für den Bundesvorsitz.
Im Jahr 2006 wurden Matthias Helferich, der ebenfalls Vorsitzender der Schüler Union NRW war, nach eigener Aussage innerhalb von Junger Union und CDU rechtsradikale Tendenzen vorgeworfen. Zudem soll er laut der taz den damaligen JU-Landesvorsitzenden Hendrik Wüst auf einer Geburtstagsparty antisemitisch beleidigt haben. Helferich stritt diese Beleidigungen ab. Die CDU NRW wollte sich zu den Vorwürfen und möglichen rechtsextremen Tendenzen laut Artikel nicht äußern.
Laut einer Recherche der Ruhr Nachrichten versuchte die Junge Union Nordrhein-Westfalen im Jahr 2007, Helferich aufgrund zahlreicher umstrittener Aussagen aus der Organisation auszuschließen. Ihm wurden unter anderem antisemitische, homophobe und rassistische Äußerungen vorgeworfen. Mehrere Zeugen bestätigten diese Vorfälle, die sich unter anderem auf Veranstaltungen der Schüler Union ereignet haben sollen. Helferich bestreitet alle Vorwürfe. Ein Verfahren wegen Volksverhetzung vor dem Amtsgericht Dortmund endete mit einem Freispruch aus tatsächlichen Gründen. Das von der JU eingeleitete Parteiausschlussverfahren wurde nicht weiterverfolgt, und Helferich zog sich nach den Vorfällen aus der CDU zurück. Im Juli 2015 trat er offiziell aus der Union aus.
Im Jahr 2009 stoppte die CDU eine Kampagne der Schüler Union Nordrhein-Westfalen, nachdem diese wegen der Verwendung des nationalsozialistisch belasteten Slogans „Jedem das Seine“ in der Bildungspolitik in den nationalen Medien scharf kritisiert worden war.
Im Jahr 2020 erreichte die Schüler Union durch ihre aktive Beteiligung an den bildungspolitischen Debatten während der COVID-19-Pandemie neue Aufmerksamkeit. Sie kritisierte die unzureichende Vorbereitung der Schulen auf den digitalen Unterricht und forderte umfassende Investitionen in die technische Ausstattung sowie Fortbildungen für Lehrkräfte im Bereich des digitalen Lernens.

### Bundesvorsitzende/-sprecher
- 1972–1973 Hans Reckers (Landesverband (LV) Niedersachsen)
- 1973–1974 Klaus Walther (LV Hessen)
- 1974–1976 Christoph von Bülow (LV Niedersachsen)
- 1977–1978 Wolfgang Kühl (LV Hamburg)
- 1978–1980 Christian Wulff (LV Niedersachsen)
- 1980–1982 Peter J. Pott (LV Rheinland)
- 1982–1984 Peter Stefan Herbst (LV Rheinland)
- 1984–1985 Volker Streu (LV Hamburg)
- 1985–1986 Michael Schottenhamel (LV Bayern)
- 1986–1988 Dirk Bettels (LV Niedersachsen)
- 1988–1989 Johannes Kram (LV Rheinland-Pfalz)
- 1989–1990 Harald Größmann (LV Nordrhein-Westfalen)
- 1990–1992 Frank Schuster (LV Rheinland-Pfalz)
- 1992–1994 Marcus Ostermann (LV Schleswig-Holstein)
- 1994–1995 Michael Güntner (LV Hessen)
- 1995–1996 Christian Burkiczak (LV Nordrhein-Westfalen)
- 1996–1997 Florian Schuck (LV Rheinland-Pfalz)
- 1997–1998 Christian Jung (LV Baden-Württemberg)
- 1998–2000 Philipp Mißfelder (LV Nordrhein-Westfalen)
- 2000–2001 Sebastian Warken (LV Saarland)
- 2001–2004 Mark Blue (LV Schleswig-Holstein)
- 2004–2005 Karolina Swiderski (LV Nordrhein-Westfalen)
- 2005–2006 Veit Albert (LV Niedersachsen)
- 2006–2008 Lukas Krieger (LV Berlin)
- 2008–2010 Younes Ouaqasse (LV Baden-Württemberg)
- 2010–2011 David Winands (LV Nordrhein-Westfalen)
- 2011–2012 Lutz Kiesewetter (LV Baden-Württemberg)
- 2012–2013 Leopold Born (LV Hessen)
- 2013–2014 Lars von Borstel (LV Hessen)
- 2014–2015 Niklas Uhl (LV Saarland)
- 2015–2016 Tizian Wollweber (LV Hessen)
- 2016–2017 Julius K. Gröhler (LV Berlin)
- 2017–2021 Finn C. Wandhoff (LV Schleswig-Holstein)
- 2021–2022 Adrian Klant (LV Baden-Württemberg)
- 2022–2023 Cedric Finian Röhrich (LV Nordrhein-Westfalen)
- 2023–2024 Feodora Lüdemann (LV Berlin)
- ab 2024 Manuel Stroh Prieto (LV Baden-Württemberg)

## Organisation

### Mitgliedschaft
Mitglied kann werden, wer sein 12. Lebensjahr vollendet hat und Schüler einer allgemein- oder berufsbildenden Schule ist oder eine Ausbildung absolviert. Nach Verlassen der Schule bzw. bei Beenden der Ausbildung erlischt die Mitgliedschaft in manchen Landesverbänden automatisch, in einigen Landesverbänden ist ein Höchstalter festgesetzt worden. Die Mitgliedschaft ist kostenlos.

### Gliederungen
Die Organisation ist in Landesverbänden organisiert, die von der Größe her an die Bundesländer gekoppelt sind. Bedingt durch den Bildungsföderalismus der Bundesrepublik kommt den Landesverbänden eine verhältnismäßig starke Bedeutung gegenüber dem Bundesverband zu. Letzterer ist eine Arbeitsgemeinschaft der Landesverbände und dient deren Koordination sowie Repräsentation auf Bundesebene.
Die einzelnen Landesverbände sind unterschiedlich in Rechtsform, innerer Struktur und politischer Arbeit aufgebaut (s. unten) und sind in Bezirks-, Kreis- und Stadtverbände sowie in Schulgruppen unterteilt, die sich aus Arbeitsgruppen der Jungen Union oder aus parteiunabhängigen Gruppierungen zusammensetzen. Der Großteil der Landesverbände ist eigenständig. Der Landesverband Niedersachsen ist nach dem Austritt aus dem Bundesverband, kein anerkannter Mitgliedsverband der Schüler Union Deutschlands mehr, und damit unabhängig.
Auf Bundesebene kann der Bundesvorstand zudem Arbeitskreise zu einzelnen Themenbereichen oder Aufgabenfeldern wie Programmatik oder Digitales einsetzen.

### Landesverbände
| Landesverband          | Vorsitzender          |
| ---------------------- | --------------------- |
| Nordrhein-Westfalen    | David Hietsch         |
| Bayern                 | Nevio Zuber           |
| Hessen                 | Maximilian Schon      |
| Baden-Württemberg      | Henri Heinzelmann     |
| Niedersachsen1)        | Laurenz Muigg         |
| Rheinland-Pfalz        | Leona Sliwka          |
| Saarland               | Felicia Lorenz        |
| Schleswig-Holstein     | Mylo Marquardt        |
| Berlin                 | Moritz Rohland        |
| Sachsen                | Luca Müller           |
| Hamburg                | Arsan Sharifi Balow   |
| Sachsen-Anhalt         | Karl Frederik Hustedt |
| Brandenburg            | Tom B. Krämer         |
| Bremen                 | Erwin Lepenica        |
| Thüringen              | Leonie Joel Meyer     |
| Mecklenburg-Vorpommern | Jannis Herzog         |

1) Der Landesverband Niedersachsen ist kein anerkannter Mitgliedsverband (siehe Gliederungen).

### Organe des Bundesverbandes
Der Bundesverband, der als Zusammenschluss der Landesverbände und als Arbeitsgemeinschaft der Jungen Union Deutschlands arbeitet, besitzt drei Organe: Die Bundesschülertagung (BST), den Bundeskoordinationsausschuss (BKA) und den Bundesvorstand.

#### Bundesschülertagung
Höchstes Gremium ist die Bundesschülertagung (BST), die Delegiertenversammlung aus allen Landesverbänden. Jeder der Landesverbände entsendet neben dem Landesvorsitzenden mindestens sieben weitere Grunddelegierte und gegebenenfalls zusätzliche Delegierte, deren Anzahl sich anhand eines Berechnungsschlüssels an der Mitgliederzahl des jeweiligen Landesverbandes orientiert. Die Bundesschülertagung fasst schul- und bildungspolitische Beschlüsse und wählt den Bundesvorstand der Schüler Union Deutschlands. Nur auf einer BST können Änderungen der Satzung und des Grundsatzprogramms beschlossen werden.

#### Bundeskoordinationsausschuss
Ferner tagt zwischen den (in der Regel jährlich abgehaltenen) Bundesschülertagungen der Bundeskoordinationsausschuss (BKA) mindestens viermal im Jahr, der sich aus dem Bundesvorstand und einem stimmberechtigten Vertreter je Landesverband, in der Regel dem jeweiligen Landesvorsitzenden, zusammensetzt. Der BKA koordiniert die politische Zusammenarbeit der Landesverbände und hat Maßnahmen im schul- und bildungspolitischen Bereich vorzubereiten, durchzuführen und zu beschließen. Zwischen den Bundesschülertagungen ist der BKA das höchste beschlussfassende Gremium der Schüler Union Deutschlands. Der BKA entscheidet auch über die Aufnahme neuer Landesverbände in den Bundesverband der Schüler Union Deutschlands und besetzt im Fall des Ausscheidens gewählter Mitglieder des Bundesvorstandes diese Positionen bis zur nächsten BST in geheimer Wahl nach. Ebenfalls zuständig ist der BKA für die politische Vorbereitung der Bundesschülertagung und Positionierungen der Schüler Union in Junger Union und CDU.

#### Bundesvorstand
Die Delegierten der Bundesschülertagung wählen den Bundesvorstand, der aus einem Bundesvorsitzenden, drei Stellvertretern sowie drei Beisitzern besteht. Der Bundesvorstand wählt einen Bundesgeschäftsführer und gegebenenfalls einen stellvertretenden Bundesgeschäftsführer sowie weitere Referenten oder Beauftragte für einzelne Arbeitsbereiche. Der Bundesvorstand ist in der Regel für ein Jahr gewählt und für eine kontinuierliche Arbeit der Schüler Union Deutschlands verantwortlich.